# تمسكلفت (اكفاي)
تمسكلفت هي إحدى مشيخات المملكة المغربية، تتبع جغرافيا لعمالة مراكش وإداريًا لاكفاي. يقدر عدد سكانها بـ 8812 نسمة حسب الإحصاء الرسمي للسكان والسكنى لسنة 2004.